# انویدیا
انویدیا کورپوریشن، (به انگلیسی: Nvidia Corporation) یک شرکت فناوری چندملیتی آمریکایی است که تأسیس ایالت دلاور و مستقر در سانتا کلارا واقع در ایالت کالیفرنیا است. این شرکت، شرکتی نرم‌افزاری و بدون‌ساخت است که به‌واسطهٔ طراحی و توسعهٔ فناوری واحدهای پردازش گرافیکی (GPUها)، واسط‌های برنامه‌نویسی کاربردی (APIها) برای علم داده و محاسبات با عملکرد بالا و همچنین واحدهای سامانه روی یک تراشه (SoCها) برای رایانش همراه (موبایلی) و بازار خودرو شناخته شده‌است. انویدیا رهبر جهانی در توسعهٔ سخت‌افزارها و نرم‌افزارهای هوش مصنوعی است که از رایانش لبه‌ای تا ابری را انجام داده و حضورش در صنعت بازی را با کنسول‌های بازی دستی شیلد پرتبل، تبلت شیلد و تلویزیون اندروید شیلد و خدمات بازی ابری «جی‌فورس ناو» توسعه داده‌است. خط حرفه‌ای واحد‌های پردازش گرافیکی‌اش در ایستگاه‌های کاری برای کاربرد در چنین حوزه‌هایی استفاده شده‌اند: معماری، مهندسی و ساخت، رسانه و سرگرمی، خودرو، پژوهش‌های علمی و طراحی ساخت.
انویدیا علاوه بر ساخت پردازنده‌های گرافیکی،‏ APIیی به نام کودا را ارائه می‌کند که امکان ایجاد برنامه‌های به شدت موازی را که از پردازنده‌های گرافیکی استفاده می‌کنند را به برنامه‌نویسان می‌دهد. اینها در سایت‌های ابررایانشی سراسر جهان به کار می‌روند. اخیراً این بخش به بازار رایانش موبایل منتقل شده که در آنجا به تولید پردازنده‌های موبایل تگرا برای تلفن‌های هوشمند و تبلت‌ها و همچنین ناوبری خودرو و سامانه‌های سرگرمی می‌پردازد. رقبای انویدیا علاوه بر ای‌ام‌دی شامل اینتل و کوالکام نیز می‌باشد.
انویدیا در ۱۳ سپتامبر ۲۰۲۰ میلادی برنامه‌هایی را برای تصاحب هولدینگ آرم از گروه سافت‌بنک با تأیید تأخیری از سوی تنظیمگر با ارزش ۴۰ میلیارد دلار در قالب سهام و پول نقد اعلام نمودند که بزرگترین تصاحب یک شرکت نیم‌رسانا تا آن تاریخ بود. گروه سافت‌بنک نیز کمی کمتر از ۱۰ درصد از سهام انویدیا را کسب می‌کرد و آرم نیز ستاد فرماندهیش در کمبریج را حفظ می‌نمود.
در ۷ فوریه ۲۰۲۲ میلادی، انویدیا با موانع فزاینده‌ای از سوی تنظیمگر مواجه شد که این پیام را می‌داد که در حال لغو تصاحب آرم است. معامله‌ای که قرار بود بزرگترین معامله در سکتور (قطاع) صنعت چیپ‌سازی باشد، هنگام فروپاشی ۶۶ میلیارد دلار ارزشگذاری شد.

## تاریخچه

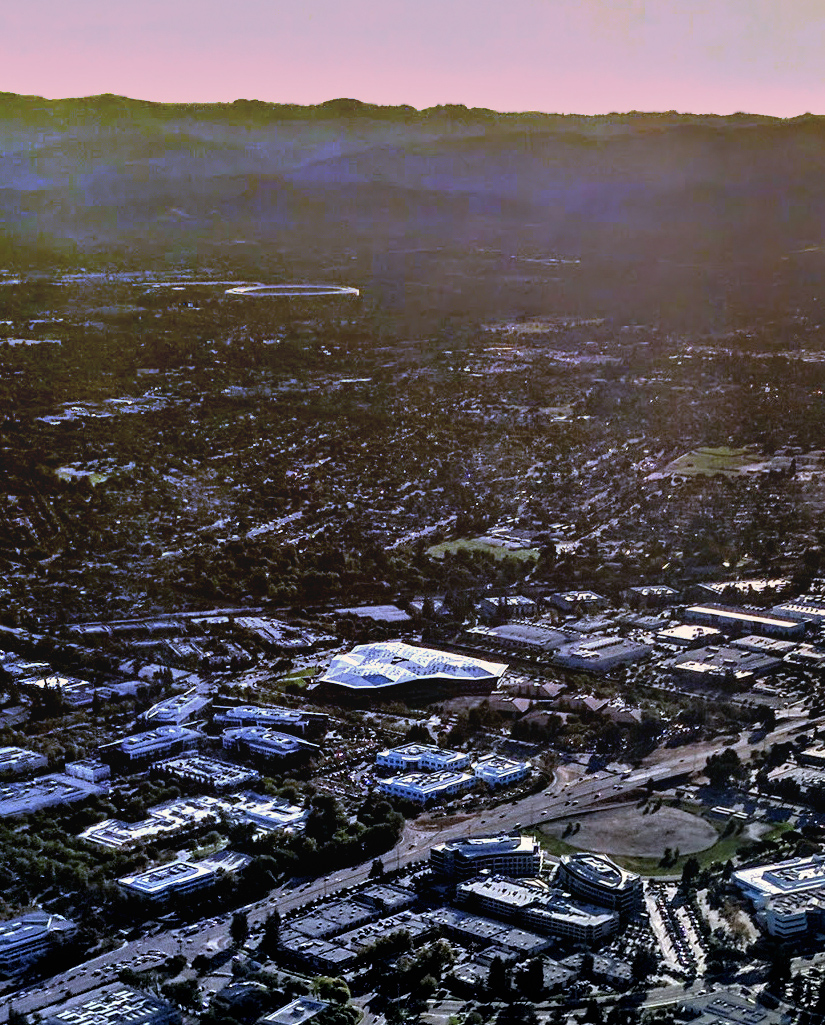
نمای هوایی از ساختمان ریاست انویدیا و کمپ و نواحی اطراف آن در سانتا کلارای کالیفرنیا در ۲۰۱۷ میلادی. اپل پارک در فاصله دور در تصویر قابل رؤیت است.

انویدیا در ۵ آوریل ۱۹۹۳‏ میلادی توسط این افراد تأسیس شد: ۱- جن سون هوانگ (تا ۲۰۲۲ میلادی CEO بود) تایوانی-آمریکایی (او هدایتگر سابق CoreWare در LSI لاجیک و طراح ریزپردازنده در شرکت AMD بود)، ۲- کریس مالکوفسکی، از مهندسان برق که در سان مایکروسیستمز کار می‌کرد و ۳- کورتیس پریم، از مهندسان ارشد و طراحان چیپ سابق در سان مایکروسیستمز.
این سه نفر در ۱۹۹۳ میلادی معتقد بودند که جهت مناسب برای موج بعدی صنعت کامپیوتر، محاسبات شتابداده شده یا محاسبات گرافیک-مبنا است، چرا که بدین طریق مشکلاتی را می‌توان حل کرد که توسط محاسبات همه منظوره (عمومی) قابل حل کردن نیستند. آنها همچنین مشاهده نمودند که بازی‌های کامپیوتری همزمان یکی از چالش‌برانگیزترین مسائل محاسباتی بوده که به طرز باورنکردنی حجم فروش‌های بالایی خواهند داشت. بازی‌های ویدیویی تبدیل به چرخ لنگر شرکت برای دستیابی به بازارهای بزرگ شده و موجب تأمین مالی وسیع تحقیق و توسعه (R&D) بر روی حل مسائل عظیم محاسباتی گشت. شرکت تنها با ۴۰٬۰۰۰ دلار پول در حساب بانکی متولد شده بود. این شرکت سپس از سوی سکویا کپیتال و دیگران ۲۰ میلیون دلار سرمایه جذب نمود. انویدیا در ابتدا هیچ نامی نداشت و مؤسسین مشترک آن تمامی پرونده‌ها را با نام «NV» که مخفف «نسخه بعدی» (Next Version) بود نامگذاری می‌کردند. نیاز شرکت به ادغام سازی آن در مجموعه بزرگتر و تبدیلش به شرکت بزرگ سهامی موجب شد که مؤسسین تمامی کلماتی که دربردارنده آن دو حرف بودند را مرور کنند و نهایتاً به کلمه «invidia» رسیدند که کلمه لاتین برای «envy» به معنای «حسادت» یا «غبطه» خوردن بود. انویدیا در ۲۲ ژانویه ۱۹۹۹ میلادی تبدیل به یک شرکت سهامی عام شد.

## محصولات
سبد محصولات اِن ویدیا شامل پردازنده‌های گرافیکی، پردازنده‌های ارتباطات بی‌سیم، تراشه‌های کامپیوتر شخصی (هستهٔ مادربورد - منطقی) و نرم‌افزارهای پخش رسانه‌های دیجیتالی می‌باشد. از خیلی لحاظ، اِن ویدیا مانند رقیبش ATI است، برای اینکه هر دو کمپانی در یک نقطه شروع کردند به فروش کامپیوتر شخصی اما بعداً کارهایشان را در تراشه‌ها برای کاربردهای غیر کامپیوتر شخصی (PC) گسترش دادند. اِن ویدیا کارت‌های گرافیک را به بازار خرده فروشی نمی‌فروشد، در عوض تمرکزش بر روی پیشرفت و ساخت تراشه‌های جی پی یو (GPU) می‌باشد. در دسامبر ۲۰۰۴، اعلام شده بود که اِن ویدیا سونی را در طراحی پردازنده گرافیکی (RSX) در کنسول بازی پلی استیشن کمک می‌کند.
چنان‌که در مارس ۲۰۰۶، اِن ویدیا سفارش سونی (RSX) را به عنوان یک IP - core تحویل داد، و سونی فقط اعتبار آن را برای ساخت RSX می‌خواست.

## تراشه‌های گرافیکی
- - نخستین محصول اِن ویدیا بر اساس سطوح درجه دوم بنیاد نهاده شد
  - RIVA 128 and RIVA 128ZX- پشتیبانی از DirectX 5 و اپن‌جی‌ال ۱، اولین سخت‌افزار اِن ویدیا که با DirectX هماهنگ بود
  - RIVA TNT, RIVA TNT2- پشتیبانی از DirectX 6 و اپن‌جی‌ال ۱، این سری از محصولات انویدیا یک پیشتاز در بازار بود
- جی‌فورس
  - GeForce 256 - پشتیبانی از DirectX 7 و اپن‌جی‌ال ۱، دگرگونی سخت‌افزار و روشنایی، رواج یافتن پشتیبانی از حافظه‌های DDR
  - GeForce 2 - پشتیبانی از DirectX 7 و اپن‌جی‌ال ۱
  - سری GeForce 3 - پشتیبانی ازDirectX 8.0 shaders و اپن‌جی‌ال ۱٫۲، ویژگی‌های ساختار صرفه جویی پهنای باند حافظه
  - سری GeForce 4 - اجزای DirectX 8.1 (به جز برای MX ,(OpenGL 1.4 و اعتبار جدید هسته (معروف مانند MX) که در GeForce 2 مستقر بود
  - سری GeForce FX - پشتیبانی از DirectX 9 OpenGL 1.5 و ادعای عرضه افکت‌های سینمایی
  - سری GeForce 6 - پشتیبانی از DirectX 9.0c و اپن‌جی‌ال ۲، بهبود یافتن ویژگی‌های سایه زنی، کمتر شدن مصرف برق و بالا رفتن ارتباط واسط-عملگر
  - جی‌فورس سری ۷ - پشتیبانی از DirectX 9.0c، پشتیبانی از Windows Display Driver Model) WDDM)، پشتیبانی از اپن‌جی‌ال ۲، بهبود بخشیدن سایه زنی، Transparency Supersampling) TSAA) وTransparency Multisampling (TMAA)

anti-aliasing(هموار کردن ناصافی‌ها)، بالا رفتن ارتباط واسط (SLI)
- - جی‌فورس سری ۸ - پشتیبانی از DirectX 9.0c، 9.0 EX و DirectX 10، یکپارچگی ساختار سایه زنی که شامل پیکسل، سایه‌های سه بعدی و هندسی(SM 4.0)، ویژگی پوششی نمونه برداری موتور درخشان‌کننده ضد شکستگی (CSAA)، میزان تأثیر تکنولوژی
- - کیفیت بالای چاره‌سازی ایستگاه‌های کاری
- – پردازنده‌های رسانه‌ای برای، تلفن‌های هوشمند ()، و تکنولوژی طراحی nPower تلفن‌های همراه
  - GoForce 2150 - پشتیبانی از دوربین ۱٫۳ مگاپیکسل، پشتیبانی از جی‌پگ (JPEG)، و افزایش سرعت دو بعدی
  - GoForce 3000 - یک نسخه کم‌خرج از GoForce 4000 با ویژگی‌های محدود
  - GoForce 4000 - پشتیبانی از دوربین ۳٫۰ مگاپیکسل و پشتیبانی از رمزگذاری MPEG-4/H.263
  - GeForce 4500 - در Gizmondo استفاده می‌شد، ویژگی گرافیک سه بعدی پشتیبانی به وسیله پردازشگر هندسی و قابل برنامه‌نویسی سایه‌های پیکسلی
  - GoForce 4800 - پشتیبانی از دوربین ۳٫۰ مگاپیکسل و یک موتور گرافیکی سه بعدی
  - GoForce 5500 - پشتیبانی از دوربین ۱۰٫۰ مگاپیکسل، موتور گرافیکی سه بعدی نسخه ۲، موتور ۲۴ بیتی آدیو
- واحد پردازنده گرافیکی () برای کنسول‌های بازی
  - Xbox GeForce3 - رده GPU (بر بروی یک اینتل پنتیوم III / سلرون پلتفورم)
  - پلی استیشن 3 - 'RSX 'Reality Synthesizer

## کارت‌های گرافیک سری RTX 20 SUPER
کارت‌های گرافیک سری RTX 20 SUPER:
| NVIDIA GeForce RTX 20 (SUPER) Series | NVIDIA GeForce RTX 20 (SUPER) Series | NVIDIA GeForce RTX 20 (SUPER) Series | NVIDIA GeForce RTX 20 (SUPER) Series | NVIDIA GeForce RTX 20 (SUPER) Series | NVIDIA GeForce RTX 20 (SUPER) Series | NVIDIA GeForce RTX 20 (SUPER) Series | NVIDIA GeForce RTX 20 (SUPER) Series | NVIDIA GeForce RTX 20 (SUPER) Series |          |
|                                      | GPU                                  | هسته‌های کدا                          | هسته‌های تنسور                        | هسته‌های RT                           | TMUs/ROPs                            | باس کارت گرافیک                      | مقدار و نوع حافظه                    | سرعت حافظه                           | قیمت     |
| ------------------------------------ | ------------------------------------ | ------------------------------------ | ------------------------------------ | ------------------------------------ | ------------------------------------ | ------------------------------------ | ------------------------------------ | ------------------------------------ | -------- |
| GeForce RTX 2080 SUPER               | TU104-450                            | ۳۰۷۲                                 | اعلام نشده                           | اعلام نشده                           | اعلام نشده                           | اعلام نشده                           | 8GB GDDR6                            | 16 Gbps                              | ۷۹۹ دلار |
| GeForce RTX 2080 Ti                  |                                      | ۴۳۵۲                                 | ۵۴۴                                  | ۶۸                                   | ۲۷۲/۸۸                               | ۳۵۲ بیت                              | 11GB GDDR6                           | Gbps 14                              | ۹۹۹ دلار |
| GeForce RTX 2080                     | TU104-400                            | ۲۹۴۴                                 | ۳۶۸                                  | ۴۶                                   | ۱۸۴/۶۴                               | ۲۵۶ بیت                              | 8GB GDDR6                            | 14 Gbps                              | ۷۹۹ دلار |
| GeForce RTX 2070 SUPER               | TU104-410                            | ۲۵۶۰                                 | اعلام نشده                           | اعلام نشده                           | اعلام نشده                           | اعلام نشده                           | 8GB GDDR6                            | 14 Gbps                              | ۵۹۹ دلار |
| GeForce RTX 2070                     | TU106-400                            | ۲۳۰۴                                 | ۲۸۸                                  | ۳۶                                   | ۱۴۴/۶۴                               | ۲۵۶ بیت                              | 8GB GDDR6                            | 14 Gbps                              | ۵۹۹ دلار |
| GeForce RTX 2060 SUPER               | TU106-410                            | ۲۱۷۶                                 | اعلام نشده                           | اعلام نشده                           | اعلام نشده                           | اعلام نشده                           | 8GB GDDR6                            | 14 Gbps                              | ۴۲۹ دلار |
| GeForce RTX 2060                     | TU106-200                            | ۱۹۲۰                                 | ۲۴۰                                  | ۳۰                                   | ۱۲۰/۴۸                               | ۱۹۲ بیت                              | 6GB GDDR6                            | 14 Gbps                              | ۳۴۹ دلار |

سری NVIDIA GeForce GTX 16 SUPER
| NVIDIA GeForce GTX 16 SUPER Series | NVIDIA GeForce GTX 16 SUPER Series | NVIDIA GeForce GTX 16 SUPER Series | NVIDIA GeForce GTX 16 SUPER Series | NVIDIA GeForce GTX 16 SUPER Series | NVIDIA GeForce GTX 16 SUPER Series |
| VideoCardz.com                     | GTX 1660 Ti                        | GTX 1660 SUPER                     | GTX 1660                           | GTX 1650 SUPER                     | GTX 1650                           |
| ---------------------------------- | ---------------------------------- | ---------------------------------- | ---------------------------------- | ---------------------------------- | ---------------------------------- |
| GPU                                | 12 nm TU116-۳۰۰                    | 12 nm TU116-۳۰۰                    | 12 nm TU116                        | 12 nm TU116                        | 12 nm TU117-۳۰۰                    |
| کودا (تعداد هسته‌ها)                | ۱۵۳۶                               | ۱۴۰۸                               | ۱۴۰۸                               | ۱۲۸۰                               | ۸۹۶                                |
| TMUs                               | ۹۶                                 | ۸۸                                 | ۸۸                                 | ۸۰                                 | ۵۶                                 |
| ROPs                               | ۴۸                                 | ۴۸                                 | ۴۸                                 | ۳۲                                 | ۳۲                                 |
| سرعت سایه زنی پایه                 | 1500 MHz                           | 1530 MHz                           | 1530 MHz                           | 1530 MHz                           | 1485 MHz                           |
| بیشترین سرعت ساعت زنی              | 1770 MHz                           | 1785 MHz                           | 1785 MHz                           | 1725 MHz                           | 1665 MHz                           |
| سرعت حافظه                         | 12 Gbps                            | 14 Gbps                            | 8 Gbps                             | 12 Gbps                            | 8 Gbps                             |
| مقدار حافظه                        | 6GB GDDR6                          | 6GB GDDR6                          | 6GB GDDR5                          | 4GB GDDR6                          | 4GB GDDR5                          |
| گذرگاه حافظه                       | 192-bit                            | 192-bit                            | 192-bit                            | 128-bit                            | 128-bit                            |
| پهنای حافظه                        | 288 GB/s                           | 336 GB/s                           | 192 GB/s                           | 192 GB/s                           | 87 GB/s                            |
| توان مصرفی                         | 120W                               | 125W                               | 120W                               | 100W                               | 75W                                |
| قیمت                               | 279 USD                            | 229 USD                            | 219 USD                            | نامشخص                             | 149 USD                            |
| تاریخ انتشار                       | ۲۲ فوریه                           | ۲۹ اکتبر                           | ۱۴ مارس                            | ۲۲ نوامبر                          | ۲۳ آوریل                           |

## پشتیبانی نکردن از هسته لینوکس
انویدیا هسته لینوکس را به خوبی پشتیبانی نمی‌کند و تمایلی به همکاری کردن ندارد چون هسته لینوکس یک نرم‌افزار آزاد و متن باز است ولی انویدیا یک شرکت انحصاری و سود بر. این موضوع بازخوردهای زیادی را دریافت کرد و انویدیا یکی از بدترین کارت‌های گرافیک برای لینوکس به‌شمار می‌رود. گرداننده nouveau توسط مهندسان نرم‌افزار مستقل برای پشتیبانی از هسته لینوکس ساخته شد و کارکنان انویدیا کمک‌های خیلی جزئی برای ساخت این گرداننده کردند. این گرداننده یک نرم‌افزار آزاد و متن باز است که برای هسته لینوکس ساخته شده‌است. توزیع اوبونتو از انویدیا به خوبی پشتیبانی می‌کند اما برای توزیع‌های دیگر باید گرداننده‌های غیررسمی انویدیا نصب شوند.

## پردازنده قدرتمند انویدیا Denver
تراشه جدید دنور عملکردی مشابه پردازنده کامپیوترهای شخصی دارد. پردازنده دنور در دو نسخه با تعداد پین متفاوت در دسترس خواهد بود که هر دو نمونه مجهز به یک فناوری جدید موسوم به Dynamic Code Optimization هستند. این فناوری با تشخیص نرم‌افزارهایی که بیشتر مورد استفاده قرار می‌گیرند نحوه عملکرد و کارایی آن‌ها را بهبود می‌بخشد. این کارها در یک حافظه کش ۱۲۸ مگابایتی ذخیره می‌شود؛ یعنی وقتی که اپلیکیشن‌های مشخصی را اجرا می‌کنید، کد بهینه‌شده آماده بوده و منتظر می‌ماند. Dynamic Code Optimization روی اپلیکیشن‌هایی کار می‌کند که برای پلتفرم ARM نوشته شده‌اند و به همین علت توسعه‌دهندگان نمی‌توانند انتظار بیشتری داشته باشند.

## حمله سایبری
در اوایل اسفند ۱۴۰۰، گروه باج‌افزاری $Lapsus مدعی شد که موفق به سرقت ۱ ترابایت از اطلاعات انویدیا شده‌است. ۱۳ اسفند انویدیا با انتشار بیانیه ای نفوذ مهاجمان و سرقت اطلاعات این شرکت را رسماً تأیید کرد.